# Amauris comorana
Amaúris comórana (лат.) — вид бабочек из подсемейства данаид. Эндемик Коморских островов. Этот вид, по данным МСОП, находится в категории EN — под угрозой исчезновения.

## Описание
Нижняя сторона крыльев сверху черно-коричневая с прозрачными или бледно-желтми пятнами цвета. Брюшко черное сверху и желтое снизу..